# Loma Coyol San Martín
Loma Coyol San Martín är en ort i Mexiko.   Den ligger i kommunen San Pedro Ixcatlán och delstaten Oaxaca, i den sydöstra delen av landet, 300 km sydost om huvudstaden Mexico City. Loma Coyol San Martín ligger 99 meter över havet och antalet invånare är 418.
Terrängen runt Loma Coyol San Martín är varierad. Runt Loma Coyol San Martín är det ganska glesbefolkat, med 39 invånare per kvadratkilometer. Närmaste större samhälle är Isla Soyaltepec, 8,2 km norr om Loma Coyol San Martín. Omgivningarna runt Loma Coyol San Martín är en mosaik av jordbruksmark och naturlig växtlighet.